# Заря (Веселиновский район)
Заря (укр. Зоря) — село в Веселиновском районе Николаевской области Украины.
Население по переписи 2001 года составляло 185 человек. Почтовый индекс — 429723. Телефонный код — 5163. Занимает площадь 0,948 км².

## История
Немецкий лютеранский хутор Ней-Рорбах, основан в 1925 г.
В 1946 году указом ПВС УССР хутор Новый Рорбах переименован в Зарю.

## Местный совет
57050, Николаевская обл., Веселиновский р-н, с. Ставки, ул. Степная, 12